# Ariamnes flagellum nigritus
Ariamnes flagellum là một phân loài nhện trong họ Theridiidae.
Loài này thuộc chi Ariamnes. Ariamnes flagellum nigritus được Eugène Simon miêu tả năm 1901.